# Кристан Врх
Кристан Врх (словен. Kristan Vrh) — поселення в общині Шмарє-при-Єлшах, Савинський регіон, Словенія. 
Висота над рівнем моря: 261,8 м.